# Procopius (Gegenkaiser)

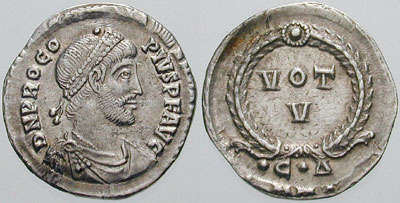
Siliqua des Procopius

Procopius (altgriechisch Προκόπιος Prokopios, * um 326 in Corycus; † 27. Mai 366) war ein römischer Adliger, der sich 365 zum Gegenkaiser von Valens ausrufen ließ.

## Leben
Procopius wurde in Corycus in Kilikien geboren und aufgezogen. Er stammte aus einer vornehmen Familie, die – vermutlich über die Mutter des Procopius – mit der kaiserlichen Familie verwandt war. Unter Constantius II. (337–361) war er zunächst notarius und stieg dann zum Tribunen auf. Nach dem Tod des Constantius wurde Julian Kaiser, ein Mann, dem Procopius durch eine engere Verwandtschaft besonders verbunden war. Dieser ernannte ihn zum comes.
Procopius nahm 363 an Julians Feldzug gegen die Sassaniden teil. Bei Julians Tod gab es Gerüchte, dass er beabsichtigt habe, Procopius im Todesfall zu seinem Nachfolger zu machen. Als aber Jovian von der römischen Armee gewählt wurde, tauchte Procopius aus Angst um sein Leben unter. Die meisten modernen Forscher bezweifeln, dass Procopius von Julian als Nachfolger vorgesehen war, denn keine Handlung des Kaisers deutet in diese Richtung. Die antiken Geschichtsschreiber geben unterschiedliche Darstellungen zu Procopius’ Leben im Verborgenen, stimmen aber darin überein, dass er schließlich in Chalcedon vor dem Haus des Senators Strategius, hungerleidend und über die laufenden Ereignisse nicht im Bilde, wieder in der Öffentlichkeit aufgetaucht sei.
Zu dieser Zeit war Jovian bereits gestorben, und Valentinian I. teilte sich die Kaiserwürde mit seinem Bruder Valens. Procopius gelang es, zwei Legionen, die gerade in Konstantinopel rasteten, für seine Bemühungen zu gewinnen – entscheidend war zweifellos seine Verwandtschaft mit dem früheren Kaiserhaus, denn die römischen Soldaten maßen dem dynastischen Prinzip traditionell große Bedeutung bei. Kurz danach, am 28. September 365, ließ er sich zum Kaiser ausrufen und hatte schnell die Provinz Thrakien und später auch Bithynien auf seiner Seite.
Im Jahr darauf kam es zum offenen Kampf: Die von General Gomoarius geführten Truppen des Usurpators, darunter wohl auch zur Hilfe gerufene Goten, trafen bei Thyatira auf die Armee des Kaisers. Valens ging siegreich aus der Schlacht hervor und Procopius musste fliehen. Bei Nakoleia wurde er mit seinen verbliebenen Getreuen gestellt, besiegt und gefangen genommen. Valens ließ seinen Widersacher am 27. Mai 366 hinrichten. Auch Procopius’ Anhänger Marcellus, der selbst nach dem Purpur gegriffen hatte, wurde kurz darauf hingerichtet.
Ein Urenkel des Procopius, Anthemius, war von 467 bis 472 Kaiser im Weströmischen Reich.